# When I Walk
Pour plus de détails, voir Fiche technique et Distribution.
When I Walk est un film documentaire autobiographique de 2013 réalisé par Jason DaSilva.
Le film suit DaSilva pendant les sept années qui ont suivi son diagnostic de sclérose en plaques progressive primaire. When I Walk a été présenté en avant-première au Festival du film de Sundance de 2013, a remporté le prix du meilleur film canadien au Festival de films HotDocs de 2013, et a remporté un Emmy Award pour le News & Documentary Emmy Award,.

## Contenu
En 2006, Jason DaSilva, un cinéaste de 25 ans, s'est effondré sur une plage pendant ses vacances, quelques mois après son diagnostic de sclérose en plaques. Réalisant que son état ne pouvait plus être ignoré, il décide de produire un documentaire. Le film se concentre sur les changements dans ses relations avec sa mère et son partenaire au fur et à mesure que son état se développe.

## Réception
When I Walk a été positivement reçu par les critiques. Le film a été nommé Critic's Pick par The New York Times et Village Voice. Il porte une cote élevée d'approbation de 88 % sur l'agrégateur d'examen Rotten Tomatoes.

### Récompenses
- Emmy Award en 2015 - Nouvelles et documentaires - Programmation informative exceptionnelle[3],[4].
- Meilleure caractéristique canadienne - Hot Docs en 2013[7].
- Prix du public - Festival international du film de Vancouver en 2013[8].
- Prix du Grand Jury - Festival du film Asie-Pacifique de Los Angeles en 2013[9].
- Prix du meilleur documentaire et public canadien - Global Visions Film Festival en 2014[10].